# Champ d'honneur
Pour plus de détails, voir Fiche technique et Distribution.
Champ d'honneur est un film français réalisé par Jean-Pierre Denis, sorti en 1987.

## Synopsis
Guerre franco-prussienne de 1870

## Fiche technique
- Titre : Champ d'honneur
- Réalisation : Jean-Pierre Denis
- Scénario : Jean-Pierre Denis, Hubert Aupetit, Françoise Dudognon et Christian Faure
- Production : Thierry Brissaud, Éric Dussart, Antoine Gannagé et Chantal Perrin
- Musique : Michel Portal
- Photographie : François Catonné
- Montage : Geneviève Winding
- Pays d'origine :  France
- Format : Couleurs - Stéréo
- Genre : drame, historique, guerre
- Durée : 87 minutes
- Date de sortie : 1987

## Distribution
- Cris Campion : Pierre Naboulet
- Pascale Rocard : Henriette
- Eric Wapler : Arnaud Florent
- Frédéric Mayer : L'enfant
- André Wilms : Le colporteur
- Robert Sandrey : Le père de Florent